# 睡美人洞救援行動
睡美人洞救援行動，為2018年6月末到7月初在泰國北部清萊府靠近緬甸國界「睡美人洞」（或譯「探鑾」）的洞窟救援行動。起因是該年6月23日，清莱府的少年足球队「野豬隊」（Moo Pa）12名少年和1名教練，因睡美人洞遭暴雨灌入而受困洞內。
為尋找失蹤的13人，在兩個星期內，來自世界各地的數百名志願者投入救援，其中不乏軍警人員、潛水專家、醫療人員、工程公司、救難團隊等，來到救援工作中協助或提供援助。除了泰國政府傾力投入，同緬甸、寮國派出大量搜救人员前往救援，還有美国（含軍方）、英国、澳洲、加拿大、歐盟諸國、俄羅斯、以色列、中国、日本、印度及東協諸國等，共二十多國的團隊並肩合作，及非政府組織的公益團體，都有派人到現場協助救援。全員在7月8-10日之間被全部救出。
但有一名38歲自願參加行動的退伍士官長沙曼·庫南在7月5日深夜的運送物資進洞後回程時，因自身氣瓶氧量不足而昏迷。被同行者帶上岸急救後，6日清晨2點宣告不治。另，一名海豹隊員貝魯特帕克巴拉於救援期間血液收感染，後因而病逝。
洞外周邊2018年11月成為新的國家公園保護區和觀光景點，但洞內在2019年2月19日起被封閉清理積存之救援工具與雜物等，至同年10月27日清理完成後試營運，至同年11月1日早上重新開放觀光，當局只是開放山洞入口和第一洞室，第二洞室及第九洞室以安全為理由不開放；開放時間為上午8時半至下午4時半，並限制分批入洞，每批入洞人數不超過30人，而每天入洞人數被限制不超過2000人。

## 被困人員
被困（失蹤）人员共计13人，其中12名为泰国少年足球隊「野豬隊」队员，年齡在11岁至16歲之间，第13人是教練。
原本是14人，但其中一名队员因為家中有事要回家，並沒有參與洞窟探險，所以逃過被困的一劫。
|    | 姓名                                      | 年齡 | 介紹 |
| -- | ----------------------------------------- | ---- | --- |
| 1  | Chanin Vibulrungruang                     | 11   | |
| 2  | Panumas Sangdee                           | 13   | |
| 3  | Duganpet Promtep （多姆）                 | 13   | 足球隊隊長，2022年暑假取得獎學金到英國莱斯特的布魯克豪斯學校足球學院（Brooke House College Football Academy）就讀，2023年2月12日下午被發現在學院宿舍头部受伤昏迷送院搶救，兩天後不治，时年18岁。                                                                                        |
| 4  | Somepong Jaiwong                          | 13   | |
| 5  | Mongkol Booneiam （或Mongkol Boonpiam）   | 13   | 綽號馬克（Mark），最後一位被獲救。 |
| 6  | Nattawut Takamrong                        | 14   | 於第一波救援行動脫困 |
| 7  | Ekarat Wongsukchan                        | 14   | |
| 8  | Adul Sam-on （或Ardoon Sam-aon）          | 14   | 受過良好的教育，會講泰文、緬甸文、中文、英文。他是本次受困人員中，唯一會講英語的人。當受困者在洞穴內裡英籍救難人員發現時，只有他能用英語跟救難人員溝通。 無國籍人士，在緬甸邊境出生，從小被美賽恩典教會（Mae Sai Grace Church ）養育，成績優異（GPA達3.94分），他在獲救後取得公民身分。 |
| 9  | Prajak Sutham                             | 15   | 於第一波救援行動脫困 |
| 10 | Pipat Pho                                 | 15   | 於第一波救援行動脫困 |
| 11 | Pornchai Kamluang （或Ponchai Khamluang） | 16   | 無國籍人士，獲救後取得公民身分。 |
| 12 | Peerapat Sompiangjai                      | 17   | 此人是足球隊進入洞穴探險的關鍵，原因是為了給他生日驚喜。而足球隊在洞內受困的9天，是靠著他的慶生蛋糕和零食補充熱量。 |
| 13 | Ekapol Chantawong （查塔汪）              | 25   | 足球隊助理教練，2013年加入足球隊，在那之前當過八年和尚。在受困期間，他跟少年分享自己的食物，並帶領少年靜坐、冥想、採集洞內清水等求生技巧。他於第三波救援行動脫困。 無國籍人士，獲救後取得公民身分。                                                                                     |

## 救援過程

### 失蹤階段
6月23日，12名足球隊少年在泰緬邊界的清萊省美塞（Mae Sai）的體育場練球。結束後，少年為了給同伴慶生驚喜，計畫到睡美人洞探險。因為本次計畫在洞裡待比較久，他們吃完午餐後才出發，帶著蛋糕和零食到睡美人洞探險。由於當天泰國的雨季提早到達（通常是七月份），一行人因暴雨灌入洞內，逃到高處避難，並與前來尋找他們的教練一同困於洞中。當晚，有家長發現孩子未照預訂時間返家，便向警方通報協尋。之後，森林公園的巡邏人員在洞窟入口處，發現球隊遺留的11輛單車和一輛機車及運動背包。約當晚10點，家長向警方通報13人集體失蹤。
6月24日凌晨1點左右，暹羅和清萊醫院的救援隊展開搜救行動，並在洞內約四公里的距離發現12雙涼鞋，研判全員可能因洞內水位上漲，困於洞穴深處。當時泰國警方因欠缺潛水搜救裝備，未能更深入洞穴探索，故泰國政府在24日晚間指派海軍海豹部隊支援，由軍隊接手救援。
6月28日，美國太平洋司令部的美國空軍特種部隊抵達現場，成員包括第353特別行動組，第320特種戰術中隊及第31救援中隊。同時地面也增加搜救犬和志願小組協助。
6月29日，泰國總理帕拉育·詹歐查視察救援現場。現場約840名士兵、90名特種部隊成員、4架直升機、開挖機和救災設備投入搜救行動。
6月29日，有3名搜救人員受輕傷，研判係因供應照明和抽水機電力的電線漏電。

### 尋獲失蹤人員
7月2日，受困第9天，英籍洞穴救援人員瑞克尋獲少年足球隊和教練，全員倖存。

### 後續救援工作

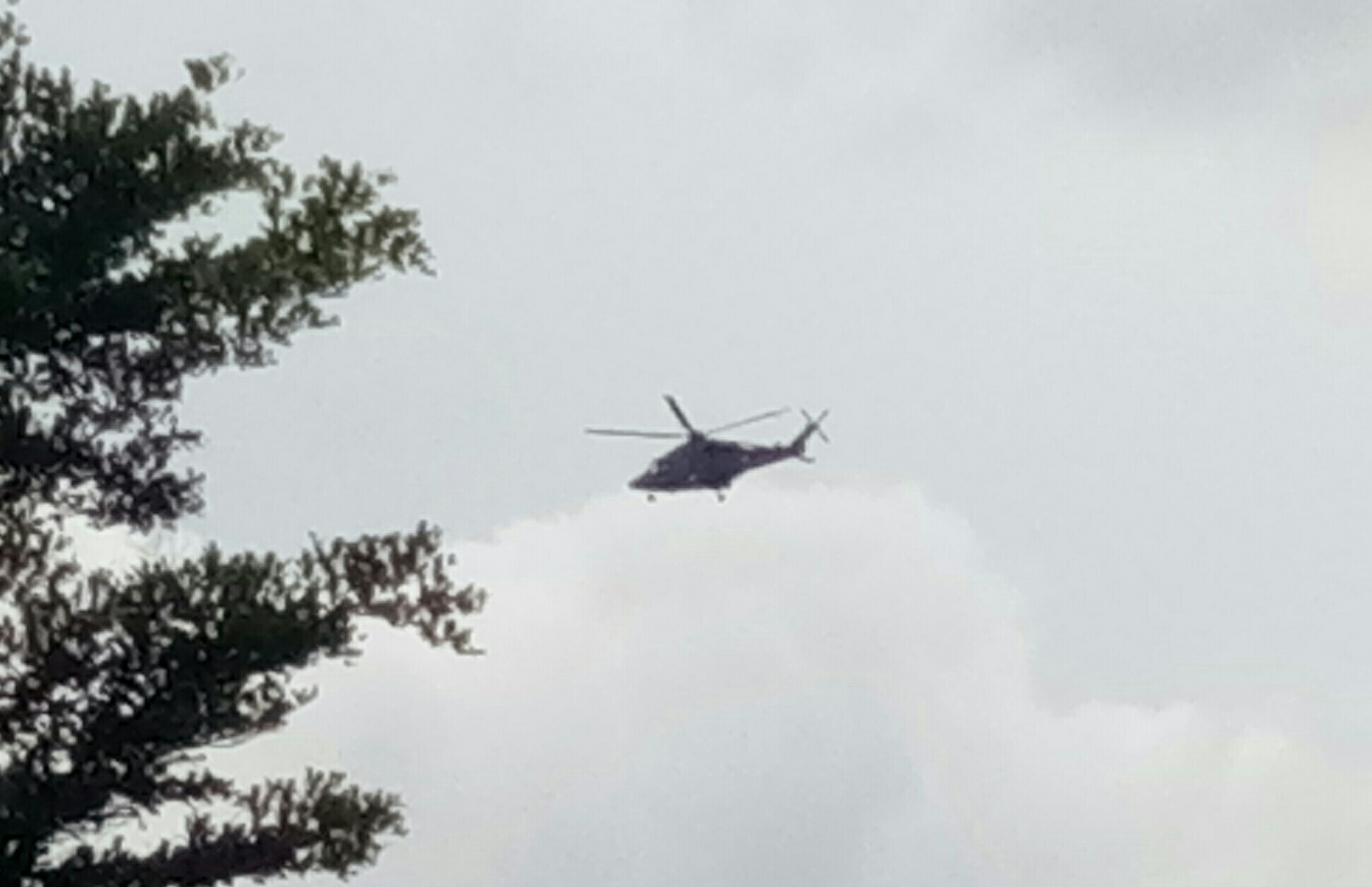
运送受困人员的军用直升机。

7月5日，受困第13天。泰國《民族報》報導，救援行動方案分三階段：
- 第一階段：海軍潛水和搜救專家攜帶食物和救生包進入，陪伴受困師生，並對該地點進行結構調查。
- 第二階段：醫師和其他專家進入，提供醫療協助。
- 第三階段：提供食物，給予少年潛水訓練，並持續抽水以防洞穴水位上漲。

7月6日，受困第14天，前泰國海軍精英海豹部隊成員沙曼·庫南殉職，他在佈置潛水逃生路線時，因氧氣不足溺斃洞內。此時的救援行動，因受困者欠缺潛水離開洞穴的體力，以填充洞內氧氣（洞內氧氣已跌至15％）和佈置逃生路線為主。
7月8日，受困第16天，第一波救援行動，耗時11小時，有四位少年脫困。本次行動計有50名外國潛水員、40名泰國潛水員參與救援任務。
泰國軍方決定在8日發動救援的關鍵，係因依據天氣預報，之後會有三四天的豪雨，洞穴恐因豪雨積水錯失最佳時機，且當日洞穴水位有下降，部分路段較易於行走。至於在洞穴中需要潛水的路段，以一名救援潛水員攜帶一名孩子的方式進行。救援潛水員讓孩子戴上全罩式氧氣面罩，並穿上帶有浮力的背心，後背有可供潛水員拉住孩子背心的繩子，全程依照孩子的體重注射適量的鎮定劑，讓孩子保持睡著狀態，並在五段水坑中間的氣室進行補打。氣瓶背在孩子的胸口，並將孩子的雙手固定於其大腿兩側，以避免中途清醒緊張，可能產生揮扯。
7月9日，受困第17天，第二波救援行动，耗時9小時，有四位少年脫困。
7月10日，受困第18天，第三波救援行動，僅耗時7小時，剩餘四位少年及教練平安脫困，為本次救援行動劃下句點。

### 脫困後的健康狀況
在7月8日至9日（受困第16-17天）脫困的八名少年，沒有任何人發燒。他們一出洞就立即戴上太陽眼镜保護眼睛，因為他們的眼睛無法承受外部光線的刺激。部分少年出現低溫的情形，甚至有一位少年送醫時，心跳頻率偏低。泰國衛生部秘書指出，少年出洞後，就立即提供速食品和能量凝膠，之後也有給予易於消化的食物。
少年離洞後就立即被送到醫院隔離七天，因為他們長期待在洞裡，洞中環境濕冷、昏暗、不通風，期間也沒什麼進食，因此必須觀察他們是否有感染洞穴相關的疾病，例如是否有被寄生於蝙蝠排泄物的菌類感染，以及觀察皮膚的擦傷和割傷的復原狀況。此外，有兩名少年肺部疑似出現感染症狀，院方已施打抗生素。
在確保少年不會傳染疾病前，他們只能隔著玻璃跟親屬會面，或親屬會面時須穿防護衣，且距離須隔兩公尺。
為了確保少年的心理健康，醫生囑咐家長，脫困後當月不應讓少年再接受媒體採訪，以免觸發創傷經驗。

## 救援方
本次救援行動受到全世界的矚目，亦展現出人溺己溺的救援無國界精神，除泰國本身傾力投入外，還有美國（含軍方）及英國、澳洲、寮國、緬甸等20多國，及非政府組織的公益團體，也派人前往現場協助救援。
本次救援任務動員人力超過上千人，其中有三人因救援行動扮演關鍵地位以及兩人遇難，被媒體封為救援功臣：
- 英籍洞穴救援人員瑞克·史坦頓和沃蘭登（John Volanthen），兩人分別是56歲和47歲，隸屬「南部與中部威爾斯洞穴搜救小隊」。他們聯同第三名英方專家哈珀（Robert Harper），代表「英國洞穴救援協會」來到清萊投入救援任務。他們在失蹤人員受困第9天，找到當事人的受困位置，使救援行動獲得突破性的躍進。 [37][38]
- 澳洲麻醉科醫生哈里斯（Richard Harris），53歲。哈里斯因具有豐富的洞穴潛水經驗（30年資歷），他收到英國潛水組織的求助後，立即拋下假期，自願投入救援行動，潛水進入洞穴為受困人員進行診斷，並為救援策略中給予医学建議，是受困人員得以全員獲救的關鍵。原本泰國政府認為應該讓強壯的孩子先離開，但哈里斯入洞診斷少年的健康狀況後，研判體況虛弱者的狀況已不能再拖延，否則會喪命，他建議先讓最虛弱的少年離開。最後，官員採納其意見，讓最虛弱的少年脫困。[36]而當少年脫困後，醫生立即接獲父親病逝的噩耗。[39]
- 前泰國海軍精英海豹部隊成員沙曼·庫南，38歲。他是本次救援行動中第一位犧牲的救難人員。薩瑪恩的工作是將氧氣瓶布置在13名師生可能出洞的路徑上，但他在回到洞口的途中，因氧氣不足，在距離洞口1.5公里處昏迷。夥伴發現他在水中昏迷，曾試圖為他的心臟加壓急救，但未成功，薩瑪恩最後不幸喪生。[23]事後，泰王頒下諭令，追封軍階至少校，並頒授大十字騎士章（一等）白象勳章，表揚他捨己救人。[40]
- 參與救援的其中一名泰國海軍精英海豹部隊員、士官貝魯特·帕克巴拉，因行動而血液受感染，一直接受治療但情況惡化，2019年12月27日中午有家屬於其facebook發佈該位士官已過世與當天舉行葬體的消息，泰國海軍在當天晚上在其facebook專頁上證實其死訊，但沒有透露具體離世的日期。[41][42]

## 救援困難原因分析

### 水位升高與潛水能見度降低

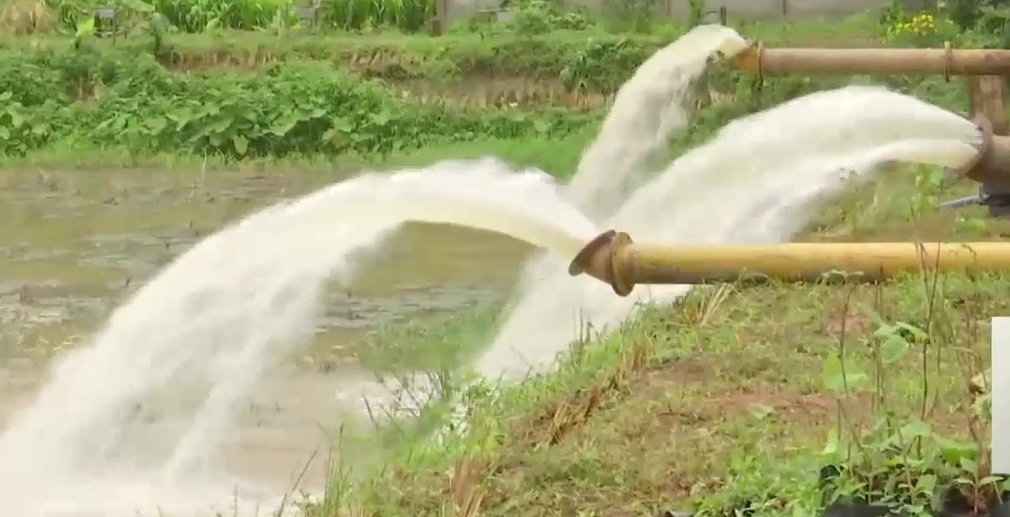
救援行动利用水泵把洞穴里的水引出来並排放到附近的湖泊中，以便能够降低洞穴中的水位。

在受困期間，泰國正值雨季，連日暴雨使洞內水位節節升高，每小時能上升15公分，甚至洞穴有些地方深達五公尺的積水。也因著豪雨不斷灌入洞內，造成洞內泥水污濁，增加潛水員救援難度。即使泰國政府調來大型泵浦和水管抽水，但水管常被泥巴、石頭、樹葉之類的雜物堵塞，且抽水速度也比不過降雨速度。
鄰近農夫也遭抽水活動影響，農田被作為供救難單位排放污水之用，導致上百位農夫的農田與作物泡湯，影響遍及2.2平方公里的稻田。

### 洞穴地形複雜
睡美人洞穴全長10多公里，為泰國第四長的洞穴，全世界最難導航的洞穴之一，因擁有崎嶇、狹窄的通道，至今仍無人能走完全程。 面對複雜的洞穴地形，英國潛水專家指出：「這個洞穴的構造不是太複雜，但是很長，通道大小不一，因為下雨而增加了救援難度。」

### 潛水脫困難度高
雖然受困師生的受困地點距離洞穴入口僅4公里，但因下雨帶來積水，並非每一段都能步行。其中2.5公里需潛水或游泳。然而，除泰國連日暴雨使水中能見度混濁外，加上地形崎嶇，部分區域狹窄，連氣瓶都無法攜帶。或有些區域深達10多公尺。當專業潛水員單趟都必須花上6小時（往返11-12小時），更何況不諳水性、才剛開始學習潛水的泰國師生。再者，師生已在洞中受困數日，有體力不佳的狀況，或心理承擔力有限，都對長時間潛水來說是個挑戰，因此打麻醉藥。若初學者在潛水過程中有一時驚慌或失誤，恐釀成悲劇。

### 鑽洞脫困不可行
救援隊曾嘗試從洞穴上方挖洞，希望製造一條直通受困地點的逃生路線，不過此計划被評估不可行，因速度太慢，蓋好新的路線需要時間，還得出動大型裝備來打破石塊。且挖之前，必須先調查確認位置，方能正確鑽洞。更何況，在挖洞過程中，洞穴有崩塌風險。

## 相關人員究責

### 泰教練陷入起訴疑雲
自從「野豬足球隊」受困的消息引起社會關注後，亦興起一波相關人員究責的檢討聲浪。原因是足球隊員都是未成年人，而教練查塔汪（Ekapol Chanthawong）作為成年人，居然帶領未成年人進入山洞探險。他作為隊上唯一的成年人，在雨季冒然帶領少年進入洞穴，顯為輕率之舉，甚至因此耗費龐大社會資源，驚動泰國社會。不過對於這項傳聞，泰國檢警拒絕評論，僅表示會審視本案。
對於教練將被起訴的疑雲，另有泰國媒體與網友指出，當時是足球隊員獨自先入洞探險，但因他們失蹤了，教練在家長的請託下入洞尋人，卻一同受困。因此教練對於少年受困並無責任，他反倒是幫助少年們得以活命的功臣。但此說並未獲得證實，實際上教練確實是帶頭進入洞穴者。在受困期間，教練有安撫少年情緒，教導少年正確的求生知識（例如打坐躺臥減少能量消耗、禁飲髒水、採集洞內滲透清水），還將自己的食物分給學生，才讓全員得以存活至救援大隊的前來。

## 脫困後續發展
2018年7月24日，在清萊美塞縣的「巨蠍寺」（Wat Phra That Doi Wao），11名少年和教練舉辦公開剃度儀式。因短期出家是泰國傳統習俗，他們希望能在短期出家期間，為歷劫歸來之重生祈福，並報答救援的恩情，全員預計於8月4日出關。惟有一少年因為信仰基督教，并非佛教，未一同出家。
2018年8月8日，泰國教練查塔汪與足球隊三名少年正式取得泰国公民身分。三名少年分別是Mongkol Boonpiam（綽號馬可、最後一位獲救少年）、Ardoon Sam-aon（唯一會講英文者，被英國救難人員尋獲時做為受困者代表與救難人員溝通）和Ponchai Khamluang。隨著救援行動受到國際社會關注，教練與少年無國籍的問題亦浮上檯面。無國籍的原因是「野豬隊」成員來自美塞縣（Mae Sai），該縣是泰國清萊府（Chiang Rai）的最北端，處於國境邊緣與緬甸接壤，那裡有許多逃離緬甸軍政府的居民。少年得到泰国公民身分後，獲得離開清萊的遷徙自由、投票權、工作權、服公職權，以及自由買賣土地的權利。
2019年6月24日，脫困後一年，搜救人員Vernon仍活在洞穴搜救的陰影中。

## 流行文化
- 《奇蹟救援（英语：The Cave (2019 Thai film)）》：2019年泰國電影。
- 《闖進山洞的泰國少年》，香港兒童文學作家關麗珊著作。
- 《洞穴救援行動（英语：The Rescue (2021 film)）》：2021年10月8日於國家地理頻道首播的紀錄片
- 《十三条命》：2022年美國傳記片。
- 《泰洞救援》：2022年Netflix剧集

## 外部連結
- 维基共享资源上的相關多媒體資源：睡美人洞救援行動
- YouTube上的Thai cave rescue – Ex-Navy SEAL interview (04:18; 4 July 2018; CNN-News)